# Ernst Max Schottky
Ernst Max Schottky ( 1888 - 1915 ) fue un botánico alemán .

## Algunas publicaciones
- 1912. Die Eichen des extratropischen Ostasiens

- La abreviatura «Schottky» se emplea para indicar a Ernst Max Schottky como autoridad en la descripción y clasificación científica de los vegetales.[1]